# 443
Năm 443 là một năm trong lịch Julius.